# Stockach
Stockach is een gemeente in de Duitse deelstaat Baden-Württemberg, gelegen in het Landkreis Konstanz. De stad telt 17.116 inwoners.

## Geografie
Stockach heeft een oppervlakte van 69,75 km² en ligt in het zuidwesten van Duitsland.

## Ruïne van Burcht Nellenburg

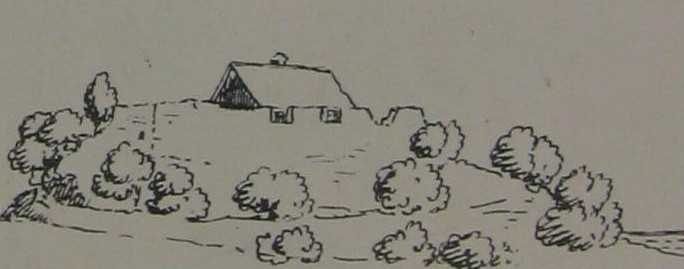
tekening van de Burcht Nellenburg.

Op twee kilometer ten westen van Stockach ligt de ruïne van de Burcht Nellenburg. Deze ligt op een strategisch gelegen heuveltop, waarvandaan in drie richtingen kilometers ver gekeken kan worden. In 1056 is de burcht voor het eerst genoemd als bezit van de graven van Nellenburg. In 1296 stortte na een belegering een deel van de hoofdtoren in. Eeuwen later, in de zestiende eeuw, verviel de burcht beetje bij beetje. Tijdens de Dertigjarige Oorlog, welke een eeuw later plaatsvond, werd de burcht verwoest, waarna deze weer werd opgebouwd in de jaren erna. Een eeuw later was de burcht echter wederom vervallen in een bouwval. In 1886 is er een uitzichttoren geplaatst, welke 36 jaar later weer is verwijderd. 

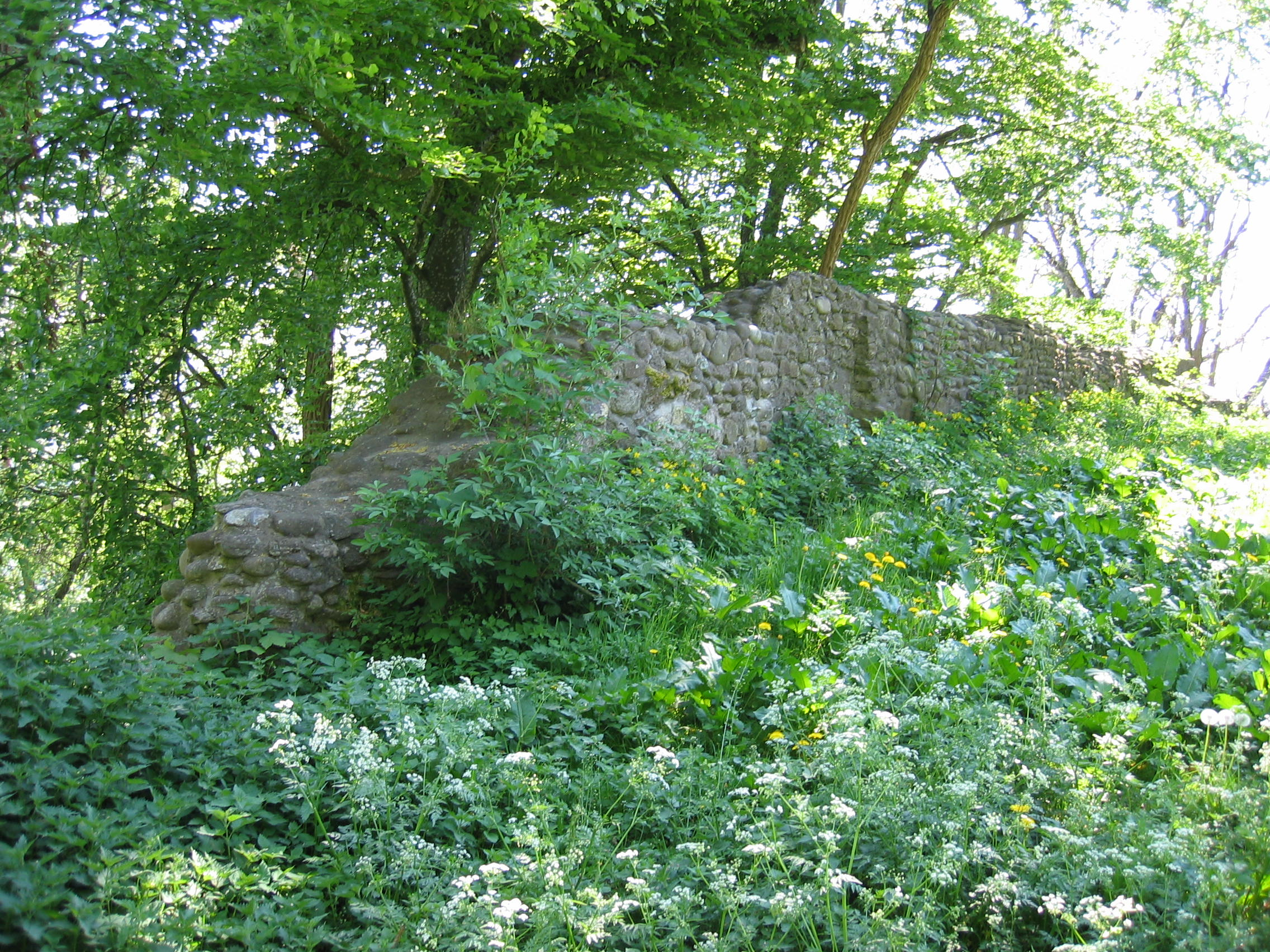
Overblijfsel van de ommuring.

 Tegenwoordig kan de ruïne vrij bezocht worden door de heuvel te beklimmen. De onderste meter van de hoofdtoren en een gedeelte van de onderste twee meter van de ommuring van de burcht zijn nog aanwezig.
Aach · Allensbach · Bodman-Ludwigshafen · Büsingen · Eigeltingen · Engen · Gaienhofen · Gailingen am Hochrhein · Gottmadingen · Hilzingen · Hohenfels · Konstanz · Moos · Mühlhausen-Ehingen · Mühlingen · Öhningen · Orsingen-Nenzingen · Radolfzell am Bodensee · Reichenau · Rielasingen-Worblingen · Singen · Steißlingen · Stockach · Tengen · Volkertshausen